# Aimee Teegarden
Pour les articles homonymes, voir Teegarden.
Aimee Teegarden, née le 10 octobre 1989 à Downey, en Californie, est une actrice, mannequin et productrice américaine. 
Elle se fait connaître par le rôle de Julie Taylor dans la série Friday Night Lights (2006-2011). Puis, elle perce au cinéma et apparaît dans des films tels que Scream 4 (2011), Le Grand Soir (2011), Nuits noires (2011), Amour et honneur (2013), Le Cercle : Rings (2017) . Elle joue aussi des rôles réguliers dans les éphémères séries Star-Crossed (2014) et Notorious (2016).

## Biographie

### Jeunesse et formation
Originaire de Caroline du Sud, elle poursuit ses études par correspondance. Son frère aîné, Sean, est photographe. Dès son plus jeune âge, fan de science-fiction, elle démontre un intérêt pour la comédie et décide rapidement d'en faire son métier. Elle commence sa carrière à 10 ans, en apparaissant dans quelques publicités.   

### Carrière

#### Débuts comme mannequin et révélation à la télévision

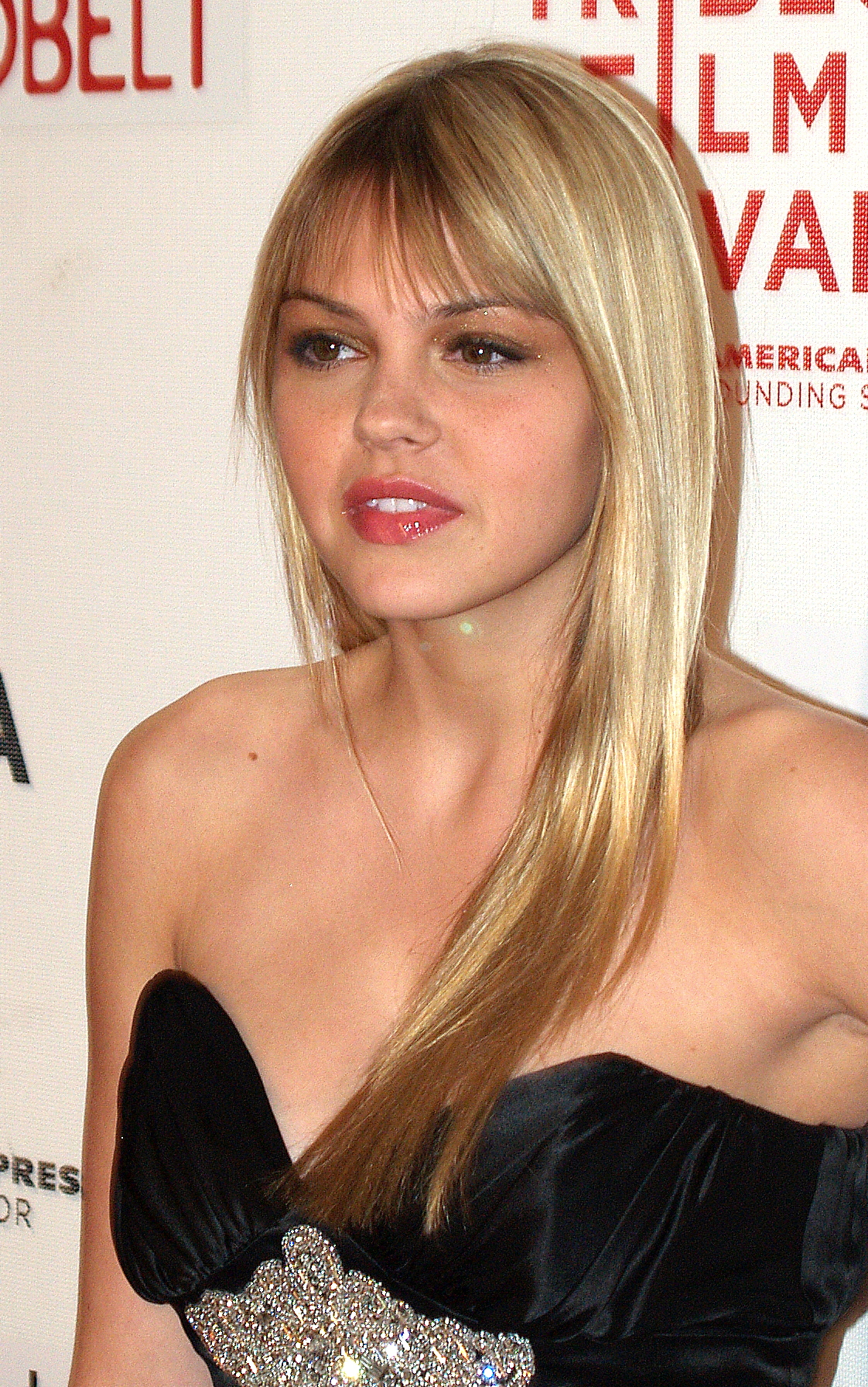
En avril 2008, au Festival du film de Tribeca.

Avant de devenir actrice, Aimee est mannequin pour les marques Old Navy, Tommy Hilfiger, Alltel, ou Hollister.  
Peu après, elle commence à apparaître dans diverses séries télévisées telles que Cold Case : Affaires classées, Ned ou Comment survivre aux études ou encore Hannah Montana. 
En 2005, elle joue le premier rôle de Sailing for Madagascar. Un court métrage qui a pour thèmes les tensions raciales croissantes aux États-Unis pendant la Seconde Guerre mondiale. Sailing for Madagascar a gagné le 47e festival international du film de Rochester. 
En 2006, à l'âge de 17 ans, elle obtient le rôle de Julie Taylor, la fille aînée de Eric Taylor et Tami Taylor, dans la série Friday Night Lights. Grâce à ce rôle, elle est nommée pour un Young Artist Awards et remporte un Young Hollywood Awards.  
Bien que la série n'ait pas eu de large audience, elle a été un réel succès critique, saluée pour le portrait réaliste qu'elle fait de l'Amérique moyenne et pour la profondeur qu'elle a donné à ses personnages. La série a été récompensée par de nombreuses récompenses telles qu'un Peabody Award, un Humanitas Prize, un prix de la Television Critics Association ainsi que des Primetime Emmy Awards. Le programme s'achève en 2011. 
En parallèle, en 2007, végétarienne, elle participe à une campagne publicitaire de la PETA. L'année suivante, elle est égérie de la marque YMI jeans. Puis, en 2009, elle joue le rôle récurrent de Rhonda Kimble dans trois épisodes de la première saison de 90210 Beverly Hills : Nouvelle Génération et elle intervient dans un épisode de Legend of the Seeker : L'Épée de vérité. Par la suite, elle continue ses apparitions dans des séries comme Les Experts, Les Experts : Miami.
En 2011, elle joue dans la scène d'introduction de Scream 4. Malgré une attente longue de dix ans et un accueil assez enthousiaste de la part de la critique, le film réalise le score le plus faible de la saga. Par ailleurs, c'est le dernier long métrage du réalisateur Wes Craven, décédé le 30 août 2015.   
Aimee obtient dans la foulée, le rôle principal du Disney Channel Original Movie, Le Grand Soir. La même année, elle est aussi la co-star de Dennis Quaid dans le thriller Nuits noires.   
Elle joue aussi dans la web-série Aim High, entre 2011 et 2013.   
En février 2012, elle décroche l'un des premiers rôles de la série Life at These Speeds aux côtés de AnnaSophia Robb mais la série n'est jamais sortie. Elle subit aussi le rejet du pilote The Selection pour The CW, il s'agissait d'une adaptation du roman de Kiera Cass.   

#### Télévision et rôles réguliers

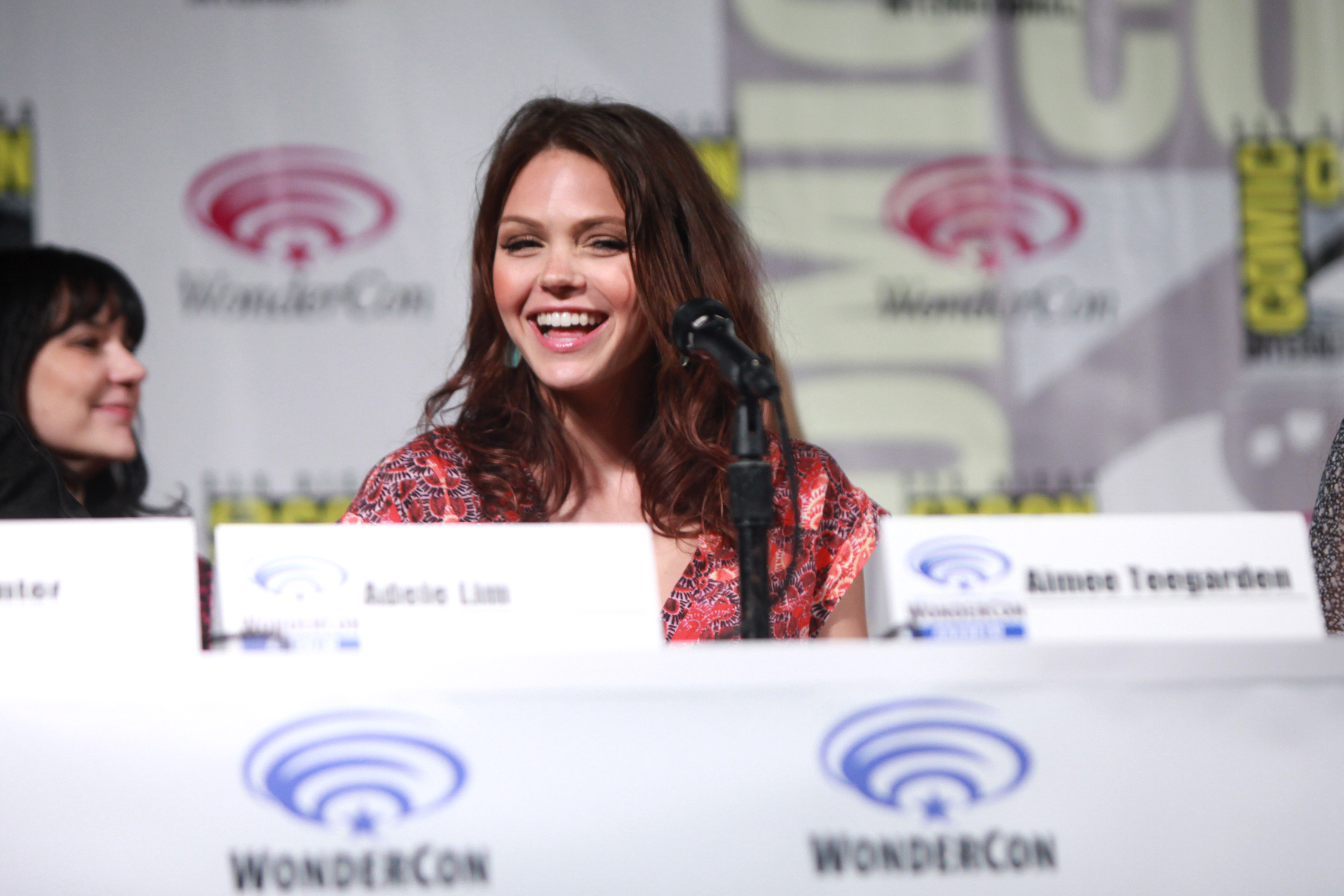
Lors de la convention de fans WonderCon, en 2014, pour la promotion de Star-Crossed.

En 2013, elle joue dans le clip Made in the USA de la chanteuse Demi Lovato aux côtés de Dustin Milligan, son ex partenaire dans 90210 Beverly Hills : Nouvelle Génération. La même année, elle joue dans le film de guerre Amour et honneur aux côtés de Liam Hemsworth et Teresa Palmer.   
En mars 2013, elle rebondit avec un autre rôle principal, cette fois-ci aux côtés de Matt Lanter pour la prochaine série dramatique/fantastique, Star-Crossed de la chaîne américaine The CW. Cependant, le programme est arrêté au bout d'une courte saison, faute d'audiences.  
Devenue un visage familier du petit écran, elle tourne, en parallèle, des téléfilms dont elle occupe le premier rôle.  
En 2016, elle joue un rôle régulier dans la série dramatique Notorious, portée par Piper Perabo et Daniel Sunjata. Cependant, la série du créateur de Drop Dead Diva, diffusée sur l'important réseau américain ABC, reçoit des critiques très négatives. La production réduit alors le nombre d'épisodes commandés, les audiences ne suivent pas et le programme est finalement annulé au bout d'une courte saison. 
En 2017, elle renoue avec le cinéma d'horreur en obtenant un rôle dans Le Cercle : Rings de F. Javier Gutiérrez. Il s'agit du troisième volet de la franchise The Ring et d'une suite directe du film Le Cercle de Gore Verbinski, sorti en 2002, ignorant les événements du film Le Cercle 2 de Hideo Nakata, sorti en 2004. Bien qu'il soit un échec critique, le film a été un succès au box-office en rapportant 83 millions de dollars de recettes mondiales, remboursant donc largement son budget de 25 millions de dollars.
Elle joue ensuite dans quelques épisodes de la série The Ranch puis elle est l'héroïne du téléfilm Sauver une vie pour Noël.

## Filmographie

### Cinéma

#### Longs métrages
- 2009 : The Perfect Age of Rock 'n' Roll de Scott Rosenbaum : Annie Genson
- 2009 : Call of the Wild de Richard Gabai : Tracy
- 2009 : For Sale by Owner de Robert J. Wilson : Elenore Dare
- 2011 : Scream 4 de Wes Craven : Jenny Randall
- 2011 : Prom de Joe Nussbaum (en) : Nova Prescott
- 2011 : Nuits noires de Martin Guigui : Abby (également productrice associée)
- 2011 : Beautiful Wave de David Mueller : Nicole (vidéofilm - également productrice associée)
- 2013 : Amour et honneur de Danny Mooney : Juniper / Jane
- 2017 : Le Cercle : Rings de F. Javier Gutiérrez : Skye
- 2017 : A Change of Heart de Kenny Ortega : Josie

#### Court métrage
- 2005 : Sailing for Madagascar de Tom Oesch : Bette Warren

### Télévision

#### Séries télévisées
- 2003 : Cold Case : Affaires classées : Tina Bayes, en 1990 (saison 1, épisode 4)
- 2006 : Hannah Montana : Melissa (saison 1, épisode 13)
- 2006 - 2011 : Friday Night Lights : Julie Taylor (76 épisodes)
- 2007 : Ned ou Comment survivre aux études : Fille 2 (saison 3, épisode 11)
- 2009 : Les Experts : Miami : Brianna Faber (saison 7, épisode 17)
- 2009 : 90210 Beverly Hills : Nouvelle Génération : Rhonda Kimball (saison 1, 3 épisodes)
- 2009 : Legend of the Seeker : L'Épée de vérité : Annabelle (saison 2, épisode 4)
- 2010 : Les Experts : Molly Sinclair (saison 10, épisode 19)
- 2011 - 2013 : Aim High : Amanda Miles (16 épisodes - également coproductrice de 1 épisode)
- 2012 : Ladies of Rap : Courtney (saison 1, épisode 5)
- 2012 : The Selection de Mark Piznarski : America Singer (pilote non retenu par The CW)
- 2014 : Star-Crossed : Emery Whitehill (13 épisodes)
- 2016 : Notorious : Ella Benjamin (10 épisodes)
- 2016 - 2017 : The Ranch : Nikki (4 épisodes)

#### Téléfilm
- 2013 : Call Me Crazy: A Five Film de film collectif[13] : Olivia
- 2016 : My Bakery in Brooklyn de Gustavo Ron : Vivien (également coproductrice)
- 2018 : Sauver une vie pour Noël de Gary Yates : Heather Krueger

- 2022 : Un Automne à Manhattan de Michael Robison : Piper

### Clips vidéo
- 2008 : Without You de Hinder[14]
- 2009 : Kelsey de Metro Station[14]
- 2013 : Made in the USA de Demi Lovato

## Distinctions
Sauf indication contraire ou complémentaire, les informations mentionnées dans cette section proviennent de la base de données IMDb.

### Récompenses
- Young Hollywood Awards 2011 : meilleure actrice de télévision de l'année

### Nominations
- Gold Derby Awards 2007 : meilleure distribution de l'année pour une série télévisée dans Friday Night Lights
- Young Artist Awards 2007 : meilleure jeune actrice dans un second rôle dans une série télévisée pour Friday Night Lights
- Gold Derby Awards 2010 : meilleure distribution de l'année pour une série télévisée dans Friday Night Lights